# Ausança
Ausança (en francès Auzances) és un municipi francès situat al departament de la Cruesa i a la regió de la Nova Aquitània.

## Demografia
| 1962                                       | 1968  | 1975  | 1982  | 1990  | 1999  | 2007  |
| ------------------------------------------ | ----- | ----- | ----- | ----- | ----- | ----- |
| 1.524                                      | 1.566 | 1.665 | 1.732 | 1.536 | 1.371 | 1.374 |
| Des de 1962: població sense dobles comptes |       |       |       |       |       |       |

## Administració
| Període | Identitat    | Partit |
| ------- | ------------ | ------ |
| 2001-   | André Vénuat | PS     |

## Agermanaments
- Roßtal
- Santa Celha dei Vinhas